# Paepalanthus minimus
Paepalanthus minimus är en gräsväxtart som beskrevs av Silveira. Paepalanthus minimus ingår i släktet Paepalanthus och familjen Eriocaulaceae. Inga underarter finns listade i Catalogue of Life.